# Octoblepharum pulvinatum
Octoblepharum pulvinatum är en bladmossart som beskrevs av Mitten 1869. Octoblepharum pulvinatum ingår i släktet Octoblepharum och familjen Dicranaceae. Inga underarter finns listade i Catalogue of Life.